# اوبراسترایش ۹۶۵۰۶
سیارک ۹۶۵۰۶ (به انگلیسی: 96506 Oberosterreich، نامگذاری:1998OR4) نود و شش هزار و پانصد و ششمین سیارک کشف شده‌است که در ۲۶ ژوئیه ۱۹۹۸ کشف شد.